# Juan La Rivera
Juan Luis La Rivera Rojas (Santiago; 8 de marzo de 1941) es un periodista, animador de televisión y locutor de radio chileno. Actualmente anima festivales folclóricos a lo largo del país y otros eventos.

## Primeros años
Nacido y criado por sus padres (Magdalena Rojas y Juan La Rivera) en la comuna de Recoleta. Desde muy joven adquirió el gusto por la lectura y las comunicaciones, sin ir más lejos a los 9 años ya participaba en un programa de radio, ese fue el comienzo para una experimentada trayectoria en los medios de comunicación.
Cursó enseñanza básica y media en el liceo Valentín Letelier de la comuna de Recoleta. Posteriormente ingresó a la universidad a estudiar la carrera de Periodismo en la primera escuela que la impartió: la Universidad de Chile. Allí conoció a Antonio Freire, quien fue la persona que le incitó a probarse en la televisión.

## Trayectoria profesional

### Radio
Fue locutor de las radios Bulnes (1959-1964), La Reina (1961-1963), Balmaceda (1961-1963), Chilena (1966-1970), Cooperativa (1971-1976), Minería (1977-junio 1988), Gigante (junio 1988-octubre 1989), Santiago (1994-1996) y Radio Pudahuel (julio 2000-octubre 2008, enero 2012-junio 2021).
En 2001 recibió el premio Apes como "Mejor Dupla Radial", en conjunto con Esperanza Silva por Radio Pudahuel. En 2005 recibió el premio Apes al "Mejor Programa Periodístico Radial" por Buenos Días Chile, Buenos Días Pudahuel.

### Televisión
Trabajó de animador desde 1964 y 2003, con pasos por Canal 9, Televisión Nacional de Chile, Canal 13, RTU, Chilevisión y UCV. El primer programa que realizó en televisión fue San Lunes Show, emitido por Canal 9 en 1964.
En TVN animó programas como Tugar Tugar, Salir a Bailar (1972), La Gran Tarde del Sábado (1975), Regalones y Colecciones (sección del programa Estudio abierto) e incluso estuvo de presentador una noche en el Festival Internacional de Viña del Mar en el año 1975, cuando la conducción estaba a cargo de más de un profesional.
En Canal 13 se destacó por el programa Baila domingo (1981-1984) y Hola domingo (1982), además de ser animador en el Festival del Huaso de Olmué (1998-2003), Feria de las sorpresas (1977-1978), Feliz Domingo (1978-1979), Carrusel (1979-1980), Tierra Mía (1986-1989, 1995-1996) y Supermarket (1996-1997). Además de apariciones en otros programas, incluyendo especiales de Año Nuevo.
En RTU animó el Matinal durante los años 1991, 1992 y 1993, siendo galardonado con el premio Apes en 1991 por Matinal '91. En UCV Televisión condujo el programa Chile Criollo (2001-2003).